# Эритема
Эритема (греч. ἐρυθρός — «красный») – ограниченное интенсивное покраснение кожи, обусловленное расширением сосудов дермы. 
В медицинской практике эритемы могут рассматриваться как:
- симптом воспалительных поражений кожных покровов;
- реакция организма на экзогенное и эндогенное воздействие (механическое, температурное, химическое воздействие, аллергическая реакция, реакция на интоксикацию и т.д.);
- специфическая отдельная нозологическая форма (центробежные эритемы Дарье, стойкие фигурные эритемы, многоморфные экссудативные эритемы и т.д.).

## Типы эритем
Все эритемы разделяют на активные и пассивные. Активные эритемы являются отличительным признаком острого воспалительного процесса. Такие эритемы отличаются ярким цветом и часто сопровождаются появлением отечности кожи, болезненности или зуда в месте воспаления, а также местным повышением температуры (гиперемированный участок кожи горячий на ощупь).
Развитие активных эритем связано с резким расширением артериальных сосудов и временным усилением кровотока в месте воспаления.
Возникновение пассивных эритем обусловлено застоем крови (стазом) в расширенных венозных сосудах. В связи с этим, кожа над пассивными эритемами становится синюшно-красной, бордовой или цианотичной.
Развитие пассивных эритем характерно для хронических воспалительных процессов

## Причины развития эритем

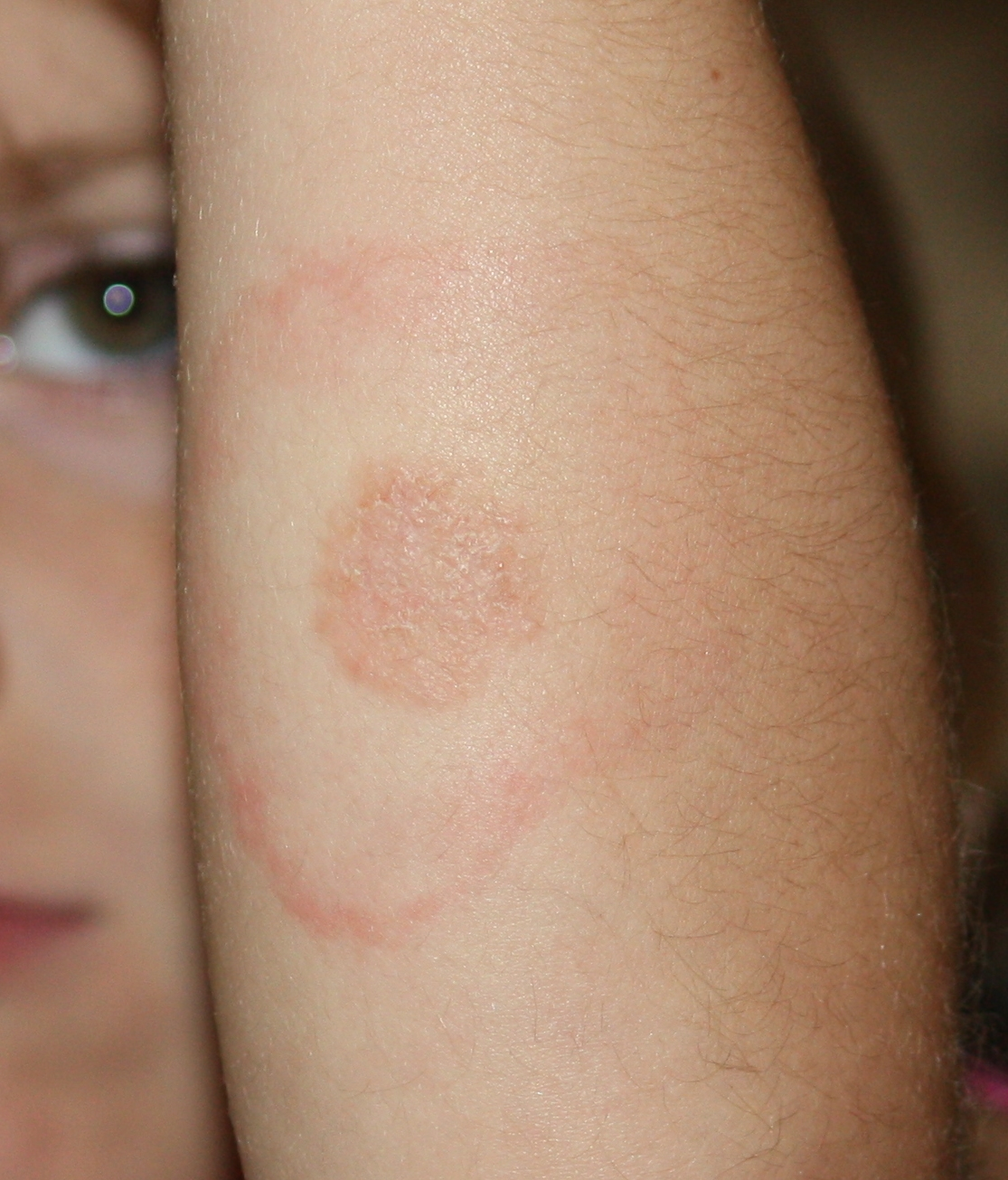
Кольцевидная мигрирующая эритема при лайм-боррелиозе на коже предплечья 5-летней девочки

Причины развития эритем разделяют на физиологические и патологические. Физиологические эритемы всегда активные и являются кратковременной реакцией кожи на экзогенное или эндогенное воздействие.
Физиологическая эритема может быть вызвана:
- массажем, поркой или каким-либо другим физическим воздействием;

- некоторыми веществами и препаратами, действующими наружно либо принятыми внутрь в физиологических пределах доз;
- инсоляцией и, соответственно, предшествует загару;
- рефлекторно, как реакция на чувство стыда или гнева, а также при оргазме, либо как реакция на внушение при гипнозе.

Патологические эритемы являются симптомом заболевания или могут выступать в качестве самостоятельной патологии (эритема Биетта, Чамера, Дарье и т.д.).
Патологическая эритема может быть вызвана:
- инфекционными заболеваниями;
- тепловым, химическим или лучевым ожогом кожи;
- аллергией;
- аутоиммунным заболеванием и т.д.

## Диагностика эритем
Диагностику эритем проводит врач-дерматолог, по показаниям назначается консультация инфекциониста.
Для лабораторной диагностики используют:
- кожные соскобы;
- аллергопробы;
- исследование экссудата из пустул;
- иммунологические и серологические исследования.

## Виды эритем
- Врожденная телеангиэктатическая эритема Блума
- Врожденная эритема ладоней; эритема ладоней и подошв наследственная, erythema palmare et plantare hereditarium — болезнь Лейна.
- Врожденная эритема телеангиэктатическая
- Инфекционная эритема
- Кольцевидная ревматическая эритема
- Мигрирующая эритема Афцелиуса-Липшютца
- Многоформная экссудативная эритема
- Симптоматическая (эмотивная) эритема
- Скарлатиноформная десквамативная эритема
- Стойкая дисхромическая эритема (Стойкий пепельный дерматоз Рамиреса)
- Токсическая эритема новорожденных
- Ультрафиолетовая эритема
- Холодовая эритема
- Эритема возвышающаяся стойкая
- Эритема извилистая ползучая Гаммела
- Эритема кольцевидная центробежная Дарье
- Эритема ладоней приобретенная
- Эритема лучевая erythema radiale
- Эритема мигрирующая хроническая
- Эритема Милиана
- Эритема окаймленная
- Эритема ползучая — Erythema migrans, Эризипелоид
- Эритема солнечная erythema solare — эритема, возникающая на коже, подвергшейся инсоляции.
- Эритема тепловая
- Эритема токсическая
- Эритема узловатая
- Эритема фиксированная
- Эритема Чамера

### Симптоматические (эмотивные) эритемы
Симптоматические эритемы относятся к группе наиболее распространенных эритем. Основным проявлением эритемы является выраженное покраснение кожи (чаще всего кожи лица, шеи и верхней половины груди) на фоне влияния ярких эмоций, стрессов, гнева и т.д.
Покраснение кожи обуславливается временным расширением кожных сосудов.

### Ультрафиолетовые эритемы
Данный тип эритем является сосудистой реакцией кожи на воздействие ультрафиолета.
Немедленные ультрафиолетовые эритемы возникают сразу после облучения ультрафиолетом и исчезают в течение получаса после прекращения действия провоцирующего фактора.
Немедленные эритемы возникают как результат теплового воздействия на кожу.
Поздние эритемы развиваются в течение 3-7 часов после воздействия ультрафиолета. Максимальная выраженность эритемы регистрируется в течение суток после воздействия провоцирующего фактора.
Поздние эритемы развиваются в результате воздействия ультрафиолета на кожные сосуды.
При интенсивном облучении на месте эритемы может отмечаться отек, шелушения, болезненность кожи, пузыри, наполненные серозным содержимым и т.д.

### Холодовая эритема
Данный тип эритем развивается в результате воздействия на организм низких температур.
Причиной развития холодовой эритемы считают врожденные дефекты серотонинового метаболизма.
Симптомы холодовой эритемы проявляются эритематозной сыпью (без уртикарных компонентов), отечностью, иногда, зудом.

### Приобретенная ладонная эритема
Основной причиной развития приобретенной пальмарной эритемы являются тяжелые патологии печени. В связи с этим, указанный тип эритем также называют «печеночными ладонями».
Также пальмарная эритема может развиваться на фоне полиартритов, заболеваний легких, подострых бактериальных эндокардитов, беременности и т.д.
Симптомами эритемы являются появление пестрой мелкопятнистой расцветки ладоней, резкого ограничения гиперемии в области гипотенара и последующим распространением эритемы на всю ладонную поверхность.
Эритема также может отмечаться вокруг ногтевого ложа и на боковых поверхностях пальцев.

### Врожденные ладонные эритемы
Данный тип эритем был описан Лэйном в 1929-м году. Врожденные пальмарные эритемы развиваются как следствие расширения капиллярных анастомозов.
Характеризуется ярко-красным окрашиванием кожи ладоней и, иногда, подошв. Заболевание носит наследственный характер.

### Токсические эритемы новорожденных
Умеренно выраженная эритема новорожденных встречается примерно у 50% новорожденных. Природа заболевания неизвестна. У пациентов отмечается выраженная эозинофилия, однако, обнаружить аллергены или инфекционный агент на данный момент не удалось.
Чаще всего симптомы эритемы появляются на 1-2 день после рождения. Заболевание сопровождается появлением множественных пятен на коже груди и живота. В меньшей степени поражается кожа лица, плечей и бедер.
Через 1-2 дня пятна самопроизвольно исчезают.
В редких случаях отмечается развитие периорбитального отека, уртикарной, папулезной или пустулезной сыпи.

### Скарлатиноформная десквамативная эритема
Данное заболевание сопровождается развитием эритематозно-десквамативных высыпаний на фоне влияния на организм стафилококковых и стрептококковых токсинов (реже, лекарственных препаратов).
Течение заболевания доброкачественное, прогноз - благоприятный.
Начало заболевания острое. Отмечается появление головных болей, тошноты, лихорадочной и интоксикационной симптоматики. Сыпь при скарлатиноформной десквамативной эритеме ярко-красная, генерализованная. Высыпания сопровождаются жжением и зудом.
Через несколько дней сыпь исчезает, но остается выраженное отрубевидное шелушение, наиболее заметное на стопах и ладонях.
В редких случаях отмечается развитие алопеции, бронхита, энтерита, артрита и т.д.

### Врожденная телеангиэктатическая эритема Блума
Данный тип эритем является наследственным (аутосомно-рецессивное наследование). Мужчины болеют чаще женщин.
Заболевание проявляется карликовым ростом и специфической эритемой лица. Первые признаки эритемы Блума отмечаются в грудном или раннем детском возрасте и клинически напоминают дебют красной волчанки.
Эритематозные пятна  и бляшки поражают кожу носа и щек, напоминая бабочку. В редких случаях поражается кожа век, лба, ушей, рук и т.д.
Пораженная кожа шелушится, при воздействии инсоляции отмечается образование пузырей и корок.

### Кольцевидные центробежные эритемы Дарье
Данный тип эритем также называется «персистирующей эритемой», «фигурной персистирующей эритемой», «дугообразной персистирующей эритемой» и т.д.
Точная причина заболевания неизвестна. Отмечают связь эритемы с грибковым поражением стоп, карциномами, кандидозами, диспротеинемиями, аллергиями на лекарственные препараты, иммунными нарушениями и т.д.
Течение заболевания хроническое. Дебют чаще всего отмечается в молодом возрасте.
Первым симптомом эритемы Дарье является появление мелких розоватых узелков, медленно увеличивающихся и приводящих к образованию кольцевидного западения в центре.
За счет неравномерного увеличения узелка он часто приобретает дугообразный вид.
Очаги множественные и зудящие. Края эритемы гладкие или слегка шелушащиеся. В редких случаях по краю эритемы отмечаются мелкие пузырьки.
Чаще всего поражается кожа туловища и ног. Реже поражается кожа рук и лица.

## Лечение эритем
Лечение зависит от основного заболевания.
Лечение холодовых, тепловых, ультрафиолетовых и т.д. эритем симптоматическое. Также обязательным является исключение воздействия провоцирующего фактора.

## Опасные инфекционные заболевания, проявляющиеся эритемой
- Клещевой боррелиоз (Болезнь Лайма)[2]
- Рожа